# Répine (Crimea)
|  | Per a altres significats, vegeu «Répino». |

Répine (en (ucraïnès): Рєпіне, en rus: Репино, Répino) és un poble de la República Autònoma de Crimea a Ucraïna, que el 2014 tenia 150 habitants. Pertany al districte de Bakhtxissarai. Fins al 1945 la vila es deia Biiuk-Iaixlav.

## Població
Segons les dades del 2001 la composició de la població de la vila de Répine d'acord amb la llengua que empren és la següent:
| Llengua  | %     |
| -------- | ----- |
| Rus      | 46,7  |
| Tàtar    | 38,58 |
| Ucraïnès | 7,11  |
| Belarús  | 0,51  |